# Autoba rubiginea
Autoba rubiginea är en fjärilsart som beskrevs av George Francis Hampson 1895. Autoba rubiginea ingår i släktet Autoba och familjen nattflyn. Inga underarter finns listade i Catalogue of Life.